# 提莫塞乌斯
提莫塞乌斯（英語：Timotheus (sculptor)），约活动于公元前4世纪前后。古希腊雕刻家之一，公元前380年至公元前340年为其创作期。他曾参与埃皮达鲁斯的阿斯克勒庇乌斯神庙（公元前370年）和哈利卡纳苏斯的马乌索卢斯神庙（公元前350年）等建筑工程。马乌索卢斯神庙是他与斯戈帕斯、布吕克西斯及雷奥卡莱斯等人共同完成的。但其雕塑作品现已严重毁坏。

## 扩展阅读
- Reiche, A. "Die copien der 'Leda von Timotheos'" Antike Plastik 17 (1978:21-55).
- Kunzl, E. and G. Horn, Die 'Hygeia' des Timotheos 1969.
- Schorb, B. Timotheos 1965.
- Brill's New Pauly, "Timotheus".